# Volksdeutscher Selbstschutz
Il Volksdeutscher Selbstschutz era un'organizzazione paramilitare composta da tedeschi etnici (Volksdeutsche) reclutati nella minoranza tedesca in Polonia che vi operò prima e durante le fasi iniziali della seconda guerra mondiale. Insieme alle unità Einsatzgruppen si rese responsabile anche dei massacri dei polacchi. Il Selbstschutz contava circa 100.000 membri, che costituivano la maggior parte della minoranza tedesca "adatta all'azione".

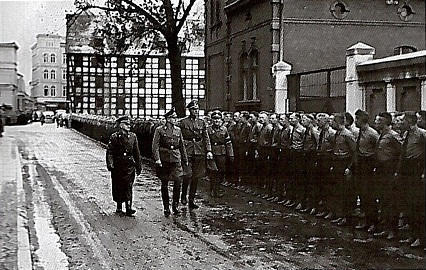
Il sindaco nazista di Bydgoszcz Werner Kampe con Josef Meier e Ludolf von Alvensleben, leader della Selbstschutz in Pomerania, durante l'ispezione del Volksdeutscher Selbstschutz nel 1939.

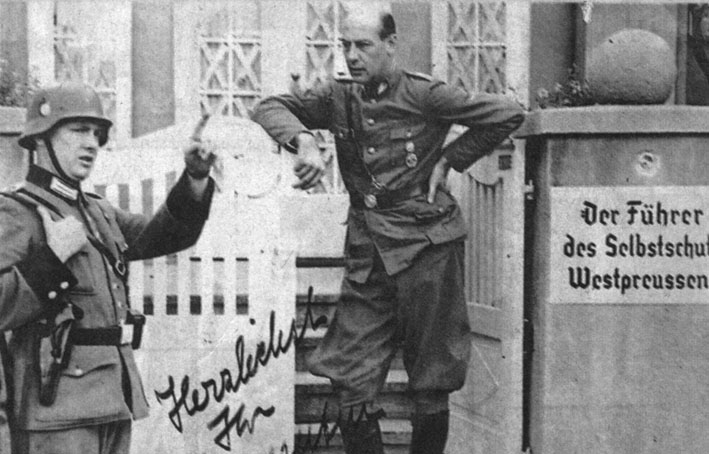
Ludolf von Alvensleben leader del Volksdeutscher Selbstschutz nella Prussia occidentale, 1939.

## Contesto storico
Nel periodo tra le due guerre, tra le organizzazioni delle minoranze tedesche in Polonia esistevano il Jungdeutsche Partei (Partito dei giovani tedeschi), il Deutsche Vereinigung (Unione tedesca), il Deutscher Volksbund (Unione popolare tedesca) e il Deutscher Volksverband (Associazione popolare tedesca). Questi gruppi formarono una sorta di quinta colonna che collaborò attivamente con la Germania nazista nello spionaggio, nel sabotaggio, nelle provocazioni e nell'indottrinamento politico anti-polacco.
Mantennero stretti contatti con NSDAP e furono diretti, oltre che dal partito stesso, dall'Auslandsorganisation (Organizzazione per l'estero), dalla Gestapo, dal Sicherheitsdienst e dall'Abwehr. I tedeschi di etnia polacca furono addestrati alle tattiche di guerriglia e alla messa in pratica di atti di sabotaggio. Prima dell'inizio della guerra gli attivisti del Selbstschutz compilarono gli elenchi dei polacchi da deportare o giustiziare nell'ambito dell'operazione Tannenberg. L'elenco fu distribuito tra gli squadroni della morte nazisti con il titolo di Sonderfahndungsbuch Polen.

### La seconda guerra mondiale
Subito dopo l'invasione della Polonia il Volksdeutscher Selbstschutz si impegnò negli attacchi contro la popolazione polacca e contro l'esercito polacco con operazioni di sabotaggio per aiutare l'avanzata tedesca. A metà settembre le attività caotiche e in gran parte spontanee di questa organizzazione iniziarono ad essere coordinate dagli ufficiali delle SS. Gustav Berger, il protetto di Himmler, fu incaricato dell'organizzazione generale; i comandanti distrettuali dell'esercito nelle zone occupate presero in mano la situazione nella Prussia occidentale, nell'Alta Slesia e nel Warthegau.
Mentre i dirigenti delle SS si limitarono a supervisionare le operazioni, le unità locali rimasero sotto il controllo dei tedeschi che avevano dimostrato il loro impegno all'inizio della guerra. Il Selbstschutz organizzò 19 campi di concentramento per i polacchi nei luoghi individuati dalla Wehrmacht e dalla polizia: Bydgoszcz, Brodnica, Chełmno, Dorposz Szlachecki, Kamień Krajeński, Karolewo, Lipno, Łobżenica, Nakło, Nowy Wiec (vicino a Skarszewy), Nowe, Piastoszyn, Płutowo, Sępólno Krajeńskie, Solec Kujawski, Tuchola, Wąbrzeźno, Wolental (vicino a Skórcz), Wyrzysk. La maggior parte dei polacchi imprigionati (uomini, donne e giovani) furono brutalmente assassinati.

## Pulizia etnica

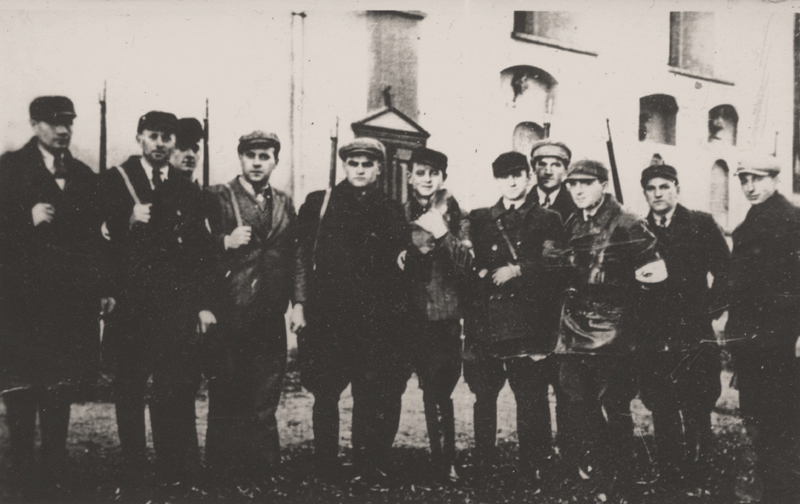
Volksdeutsche Selbstschutz di Łobżenica.

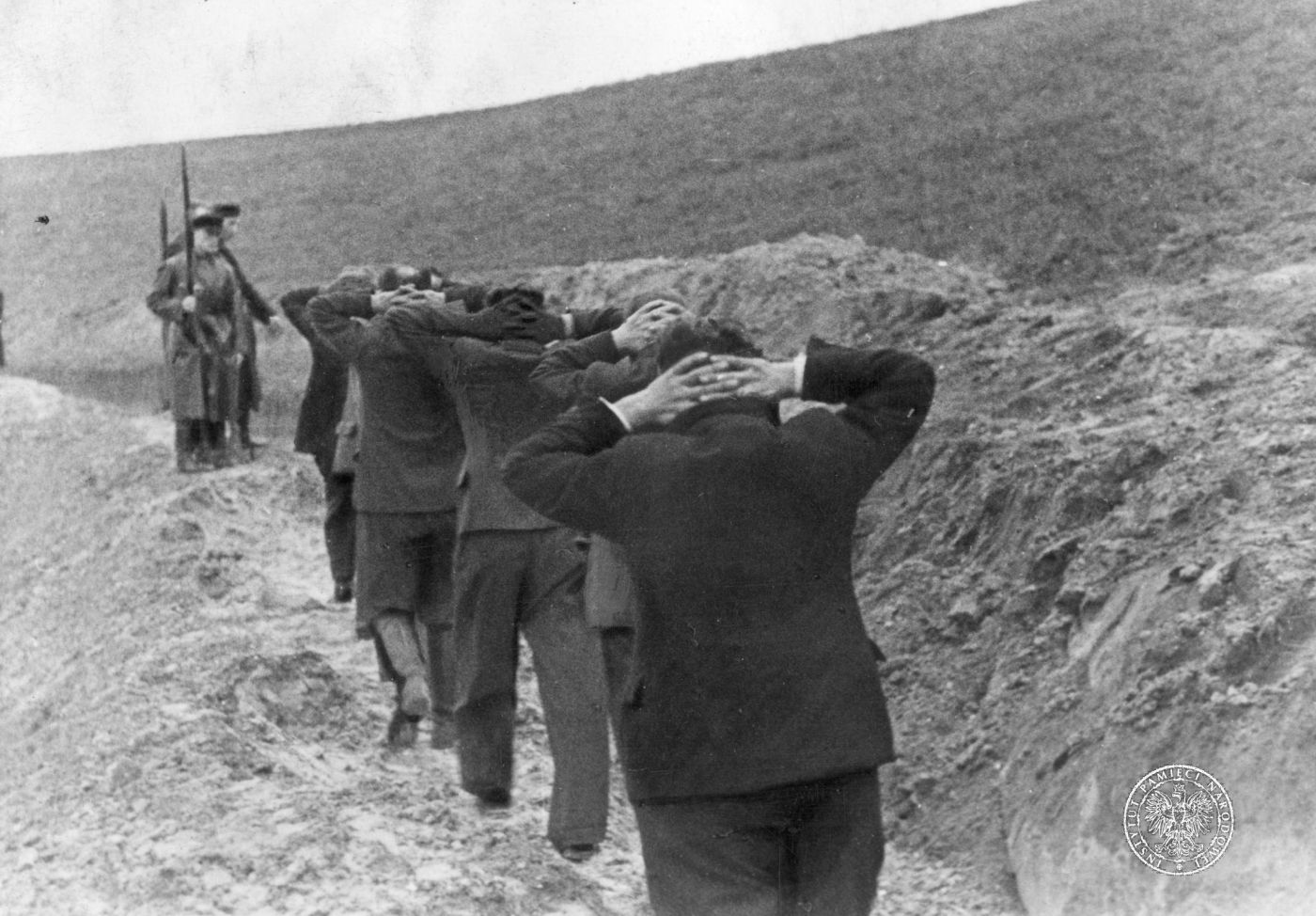
I tiratori del Selbstschutz scortano i polacchi nella Valle della Morte di Bydgoszcz.

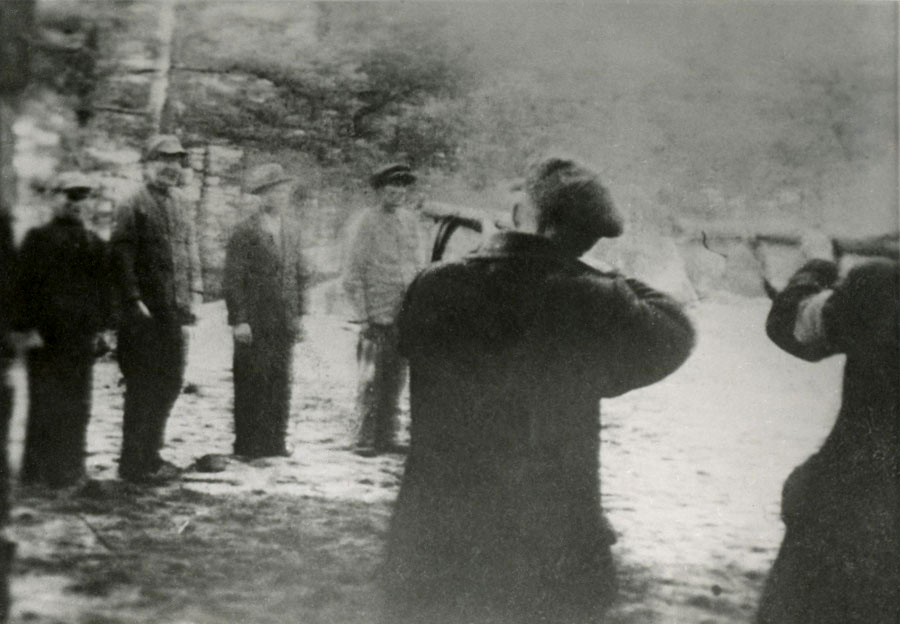
Esecuzione dell'intellighenzia polacca durante i massacri di Piaśnica.

Nei massacri dei polacchi il Selbstschutz collaborò con gli Einsatzgruppen. Il 16 ottobre 1939 il comandante del Selbstschutz Ludolf von Alvensleben disse agli uomini:
Il Selbstschutz prese parte alla prima azione di eliminazione dell'intellighenzia polacca, lo sterminio di massa di Piaśnica, durante il quale furono assassinati tra i 12.000 e i 16.000 civili. L'Intelligenzaktion era il piano per sterminare tutta l'élite intellettuale e la classe dirigente polacca nel paese. Le operazioni si svolsero immediatamente, tra l'autunno del 1939 e la primavera del 1940. 60.000 persone tra proprietari terrieri, insegnanti, imprenditori, assistenti sociali, veterani dell'esercito, membri di organizzazioni nazionali, sacerdoti, giudici e attivisti politici furono assassinati in 10 azioni di livello regionale. Le Intelligenzaktion proseguirono con l'operazione AB-Aktion in Polonia.
Al 5 ottobre 1939, nella sola Prussia occidentale, il Selbstschutz sotto il comando di von Alvensleben contava 17.667 uomini e aveva già giustiziato 4.247 polacchi; eppure von Alvensleben rimproverò gli ufficiali del Selbstschutz per averne fucilati troppo pochi. Gli ufficiali tedeschi comunicarono che era stata eliminata solo una piccola parte dei polacchi della regione (in tutto nella Prussia occidentale durante questa azione furono giustiziate 20.000 vittime). Un comandante del Selbstschutz, Wilhelm Richardt, dichiarò nel campo di Karolewo che non voleva costruire grandi campi per polacchi dove dar loro da mangiare, e che era un onore per i polacchi concimare il suolo tedesco con i loro cadaveri. Ci fu poca opposizione alle attività del Selbstschutz. In un caso un comandante del Selbstschutz fu sollevato dall'incarico dopo che aveva omesso un rendiconto e si scoprì che aveva giustiziato "solo" 300 polacchi.

## Dopo la conquista della Polonia
Il 26 novembre 1939 fu ordinato lo scioglimento dell'organizzazione, ma il passaggio di consegne si protrasse fino alla primavera del 1940. Tra le ragioni dello smantellamento ci furono i casi di corruzione, il comportamento disordinato e i conflitti con le altre organizzazioni. Ai membri fu chiesto di unirsi alle Schutzstaffel e alla Gestapo. Nell'estate del 1940 al Selbstschutz subentrarono battaglioni di nuova formazione Sonderdienst, assegnati al capo dell'amministrazione civile nel nuovo Gau.
È difficile stimare la portata e l'impatto delle attività del Volksdeutscher Selbstschutz, poiché le autorità polacche non furono in grado di raccogliere adeguatamente le prove una volta iniziata l'invasione, e gran parte della documentazione tedesca relativa a tali attività non è sopravvissuta alla guerra. L'esistenza di una grande organizzazione paramilitare di etnia tedesca, anche se di cittadinanza polacca, che contribuì all'aggressione tedesca alla Polonia e si impegnò in diffusi massacri di polacchi, fu sfruttata come motivo per l'espulsione dei tedeschi dopo la guerra. Secondo il ricercatore tedesco Dieter Schenk, nel dopoguerra furono identificati circa 1.701 ex membri del Selbstschutz colpevoli delle atrocità di massa. Tuttavia, furono aperte solo 258 indagini giudiziarie e 233 furono annullate; solo dieci membri del Selbstschutz furono condannati dai tribunali tedeschi. Schenk la definì una "vergogna per il sistema giudiziario tedesco".